# Elling (film)
 For alternative betydninger, se Elling (flertydig). (Se også artikler, som begynder med Elling)
Elling er en norsk film fra 2001, instrueret af Petter Næss. Filmen er baseret på romanen Brødre i blodet, af Ingvar Ambjørnsen.

## Handling
Oslo kommunes socialforvaltning henter to mænd, Elling og Kjell Bjarne, ud af deres institutioner og flytter dem sammen ind i en lejlighed, hvorfra de skal integreres i normale tilværelser. Elling lider af en kraftig moderbinding og snobber for kulturen, mens Kjell Bjarne bærer sit stempel som en lidet talende udviklingshæmmet med sig.
Snart opstår mellem de to mænd et forhold af gensidig afhængighed. Forskellene mellem den selvoptagne Elling og Kjell Bjarnes robuste omend uudtalte medmenneskelige talenter skaber efterhånden megen jalousi mellem kontubernalerne.
Deres indbyrdes afhængighed løsner op efter Kjell Bjarnes møde med den gravide overbo, Reidun, og Ellings med den forsumpede litterat, Alfons Jørgensen. To normalt uforenlige universer mødes på en tur til Jørgensens hytte i hans Buick årgang 58, som Kjell Bjarne har genoplivet. Ellings kultursnobberi, som, ud over at have sat ham i forbindelse med Alfons Jørgensen, får ham til at se sig selv som digter, er filmens humoristiske omdrejningspunkt.

## Roller
| Rolle                | Skuespiller            |
| -------------------- | ---------------------- |
| Elling               | Per Christian Ellefsen |
| Kjell Bjarne         | Sven Nordin            |
| Reidun Nordsletten   | Marit Pia Jacobsen     |
| Frank Åsli           | Jørgen Langhelle       |
| Alfons Jørgensen     | Per Christensen        |
| Gunn                 | Hilde Olausson         |
| Hauger               | Ola Otnes              |
| Johanne              | Eli Anne Linnestad     |
| Cecilie Kornes       | Cecilie A. Mosli       |
| Haakon Willum        | Joachim Rafaelsen      |
| Eriksen              | Per Gørvell            |
| Servitrice på caféen | Knud Dahl              |